# Ципердюк Іван Іванович
Іван Іванович Ципердюк (10 жовтня 1986 — 3 червня 2025) — український футболіст, що грав на позиції півзахисника. Відомий насамперед виступами у складі команд першої ліги «Спартак» з Івано-Франківська та «Енергетик» з Бурштина.

## Клубна кар'єра
Іван Ципердюк народився в Івано-Франківську, де й розпочав займатися футболом у ДЮСШ-3. У професійному футболі дебютував у 2005 році в складі команди другої ліги «Чорногора» з Івано-Франківська, і вже протягом сезону 2005—2006 років він перейшов до складу івано-франківської команди першої ліги «Спартак», в якій грав до кінця 2006 року, та зіграв у її складі 24 матчі. З 2008 до 2010 року футболіст грав у складі аматорської команди «Карпати» (Яремче), у складі якої в 2009 році став володарем кубка України серед аматорських команд. У 2011 році Ципердюк став гравцем команди першої ліги «Енергетик» з Бурштина, в якій грав до кінця року, та зіграв 29 матчів чемпіонату. З 2012 до 2016 року Іван Ципердюк грав у складі низки аматорських команд Івано-Франківської області, а з 2017 до 2021 року грав у складі футзальних команд на першість міста Калуша.

## Особисте життя
Братом Івана Ципердюка є Роман Ципердюк, який грав у низці українських команд першої та другої ліг.

## Служба у ЗСУ
З початком широкомасштабного вторгнення російських військ до України, Іван Ципердюк став до лав Збройних Сил України. Раптово помер 3 червня 2025 року.